# Комарівка (Бучанський район)
Комарі́вка — село Макарівської селищної громади Бучанського району Київської області. Віддаль до центру громади 23 кілометри, до залізничної станції «Буян» — 8 кілометрів, до автомагістралі «Київ — Чоп» (Е-40) — 12 кілометрів. Через Комарівку протікає невеличка річка Гуска, права притока річки Білки, що впадає в Тетерів. В селі розташована садиба Комарівського лісництва Тетерівського держлісгоспу. Його площа становить 5204 гектари та поділяється на дві мастерські ділянки та 10 обходів. Геральдика с. Комарівка затверджена рішенням 11 сесії Комарівської сільської ради XXIV скликання від 22 грудня 2003 р.

## Населення
- 1789 — 2
- 1805 — 621 (Разом в Небелиці, Борівці та Комарівці)
- 1841 — 154 (38) В дужках Комарівська Рудня
- 1862 — 272 (З них — 50 католиків та 15 євреїв)
- 1887 — 408
- 1900 — 404 (66 дворів)
- 1924 — 593 (126 дворів)
- 1970 — 749
- 2000 — 657 (350 господарств)

## Природа
Лісові масиви лісництва розміщено на території Поліського фізико-географічного району. За характером рослинності територія лісництва належить до зони мішаних лісів помірного поясу.
Клімат помірно континентальний. Тривалість вегетаційного періоду 160 діб. Пізні весняні заморозки можливі по 29 квітня, а ранні осінні — з 16 вересня. Зими часто теплі та малосніжні. Максимальна температура +28,9° С, мінімальна — — 34 — 36° С. Середньорічна кількість опадів 620 мм, під час вегетаційного періоду випадає 65 % опадів.
Ґрунти дерново-слабопідзолисті глинисто-піщані, дерново-слабко і середньо підзолисті піщані або глинисто-піщані з суглинковими прошарками на водно-льодовикових та давньо-алювіальних відкладеннях. Багато боліт, високий рівень підземних вод, які часто виходять на поверхню.

## Історія
Людина на території сучасної Комарівки з'явилася ще у Кам'яну добу. В урочищах Рудня і Бродок на території села були знайдені кам'яні знаряддя праці, які можна побачити в музеї місцевої школи.
Пізніше, ймовірно, ця земля була у володінні племені Древлян, про що свідчить курган часів Київської Русі біля села Ніжилович. Неподалік — Змійові вали — стародавні укріплення слов'ян.
Вперше слобода Комарівка, до Рожева належна, згадується 5 жовтня 1644 року. Після 1648 року Комарівка спершу була подарована Києву, а потім належала до володінь полковника Б. Хмельницького Немирича.
1762 — Рожевське староство, що складалося окрім містечка Рожева із сіл Ситняки, Небелиця та поселень Комарівки, Жмурівки та Борівки привілеєм Августа III було дано Варфоломію Михаловському. Йому воно приносило прибутку до 30000 злотих.
3.12.1789 — За люстрацією Рожевського староства Комарівка мала двох кріпосних, які відбували панщину літом — 92 дні, зимою — 52 та платили річний чинш 217 злотих 25 грошей 1 шеляг.
Комарівські старожили розповідають легенду про перших поселенців села, яка в усній народній творчості набула таку форму:
|  | Було діло так: Першим оселився дід Лутак, Став він розживатись, Стали до нього всі з’їжджатись. Приїхав Крук, Борук, Шпак, Мергак, Кучерявий, Забишний, Підлипний і цей показався не лишній. Потім приїхав пан Зузанський І сказав: “Давайте будемо жити по-панськи”. |

Вважається, що першими поселенцями села були заїжджі люди: лісоруби, смолокури, скловарці. Назва Комарівка, найімовірніше, походить від того, що на цій болотистій місцині було багато комарів. Хоча, дехто зі старожилів розповідає про діда «Комара» Забишного — першого поселенця, на честь якого було названо село.
1789 — Рожевське староство визнано державною маєтністю.
Кінець XVIII століття — Рожевське староство на деякий час віддане у вотчинну власність князям Понинським, але після приєднання до Росії, знову визнане державною маєтністю і до 1840 року віддавалося різним власникам у оренду.

### XIX століття
30-ті роки XIX століття — У Комарівці починають добувати болотну руду. Виникає поселення Комарівська Рудня.
Середина 50-х років XIX століття — Починають варити скло. Виникає хутір Комарівська Гута, де була 1 хата скловарів та 1,22 десятин землі.
8.03.1861 — Земля, на якій була розташована Комарівка, а також Гута і Рудня Комарівські були зараховані до Рожевського Корабельного гаю. Деревина, що там росла, призначалася для будівництва річкових суден. За люстрацією державної маєтності поселення повинні бути переселені на інші землі.
16.10.1863 — 18 родин переселенців отримали землю з числа небелицьких пасовиськ. Нові Комарівка, Рудня та Гута знаходились північно-західніше Корабельного гаю на відстані 12 верст від небилицької церкви і були відокремлені одне від одного лісовими смугами. Колишні землі комарівців, що були біля старого села і не були зараховані до гаю (біля єврейської колонії Ситняки), лишалися їхніми угіддями до початку колективізації.
3.11.1865 — Поселення перших мешканців в урочищі Кобильно при Комарівці.
Друга половина XIX століття — На Гуті діяла одна чи кілька скловарень, на Рудні видобувають болотну руду, у комарівських землях діють смолокурні, можливо, невеликі лісопилки. Всі ці невеликі підприємства були у власності євреїв, яких в Комарівці, Гуті та Рудні Комарівських проживало 76 осіб.
1897 — Перший загальноросійський перепис населення. На час проведення перепису на комарівських землях розміщувалися такі населенні пункти: поселення Комарівка (казенна) — 38 садиб, урочище Чисте (лісова сторожка) — одна садиба, урочище Кобильно — одна садиба, урочище «при деревне Белке» — одна садиба, Казенний об'їждчик при поселенні Комарівка — одна садиба, Комарівка (селянська) — дві садиби, Хутір при поселенні Комарівка — шість осель, Рудня Комарівська — сім осель, Гута Комарівська — дев'ять садиб.
На 1900 рік в Комарівці було 66 дворів, проживало 404 мешканці, яким належали 402 десятини землі. Господарство у селян велося по трипільній системі. В поселенні діяли два водяні млини (на Рудні і Гуті), що належали інженеру з Рожева Івану Хижнякову та один запасний хлібний магазин. Ліс північніше села належав графині Марії Євстафіївні Браницькій, у власності якої були села Ніжиловичі, Хомовка та кілька хуторів. Лісове господарство в маєтку вів Петро Ставинський.

### XX століття

Пам'ятник на честь 74 воїнів-односельців, що не повернулися з фронтів війни

Початок XX століття — В Комарівці діє лісопильний завод єврея Лейзаря.
1910 — На Макарах будується лісопильний завод, який зв'язують із залізничною станцією «Буян» дерев'яною вузькоколійною дорогою. Нею кіньми на вагонках возили пиломатеріали. Завод належав поміщику Георгію Курдюмову, який у період громадянської війни був офіцером у війську Гетьмана Скоропадського.
1914 — Земство розпочинає, а в 1916 році завершує будівництво в Комарівці двокласної школи. В ній працював тоді один учитель — Петро Олексійович Артеменко, також тричі на тиждень до школи з Ніжилович приїздив піп, який викладав Закон Божий.
В період національно-визвольної війни 1917—1921 в Комарівці побували частини Армії Української Народної Республіки, союзницькі польські війська та більшовицькі банди. Через село відступали союзні Українській Державі Скоропадського німецькі війська. Польські війська, під час відступу, лишили в селі багато зброї, за лісництвом вони покинули дві машини боєприпасів. Більшовицькі окупанти порубали на ніжиловицькому полі чотирьох комарівців.
У навколишніх лісах діяло багато повстанських загонів, які продовжували боротьбу за українську державу й після припинення УНР. Зокрема, «Чорна сотня» кадетів, загони отамана Марусі, забілоцького отамана Мордолевича-Головацького. У селі вони знаходили і карали прибічників та сексотів (секретних агентів, «стукачів») окупаційної більшовицької влади.
Не за Леніна, не за Троцького, А за Мордолевича Забілоцького!
Такі настрої вирували на той час у Поліссі. Багатьом не подобалася окупаційна влада. До середини 30-х років XX століття у навколишніх лісах діяли різноманітні загони.
1920 — В Комарівці проголошено Радянську владу. Створено сільську раду, першим головою якої був Семен Степанович Верінкін та комітет незаможних селян, який очолив Антон Журавський.
13 листопада 1921 р. під час Листопадового рейду у Комарівці зупинилась на ночівлю Волинська група (командувач — Юрій Тютюнник) Армії Української Народної Республіки. Вранці 14 листопада тут стався бій між комендатською сотнею Волинської групи, що прикривала похід групи, і московськими військами (загін кінної розвідки 133-ї бригади 45-ї стрілецької дивізії, 51-й та 52-й кавалерійський полки 2-ї бригади 9-ї кавалерійської дивізії), що переслідували групу. Напад останніх було відбито. У бою відзначився командир комендатської сотні Григорій Дугельний.
20 листопада 1921 р. через Комарівку, вертаючись з Листопадового рейду, проходила Подільська група (командувач Сергій Чорний) Армії Української Народної Республіки.
1926 — При лісопильному заводі збудований невеликий клуб, у ньому була і бібліотека, у якій нараховувалося 130 книг. При заводі була їдальня, гуртожиток, конюшні, лікарня.
1926 — Створено комсомольську організацію.
Кінець 20-х років XX століття — В Комарівці організовано Споживче Товариство, яке очолив Григорій Степанович Борук.
1928 — Організовано партійний осередок.
Початок 30-х років XX століття — Голова сільської ради Михайло Мариношенко «розкуркулив» Тихона Забишнього, Андрія Гарлінського та Василя Гарлінського, у якого конфіскував січкарню та нову шафу.
1933 — Під час Голодомору в Комарівці померло троє місцевих жителів, кажуть, не від голоду. Люди харчувалися тим, що збирали в лісі. Варили віку, горох, жолуді, на заводі видавали хліб. Багато голодних людей, які приходили з півдня, мерло прямо на вулицях. Мешканці Комарівки приймали до своїх родин людей з усієї України, рятуючи їх від голодної смерті.
1934 — До школи було добудовано п'ять нових класних кімнат. На базі чотирирічної було відкрито школу-семирічку, яку очолила Марія Іванівна Орел, яка віддала багато сил освіті та була нагороджена орденом Червоного Прапора.
1934 — Створено колгосп «Червона зірка», який об'єднав бідняцькі господарства села. Першим головою колгоспу став Іван Максимович Забишний.
1935 — Марина Гнатівна Борук та Ольга Забишна їздили до Г. І. Петровського з проханням приєднати Комарівку до Макарівського району Київської області та залишити за нею землю біля Ситняків. Комарівська сільська рада ввійшла до складу Макарівського району. До 1917 року Комарівка входила до складу Вишевичівської волості Радомисльського повіту, з 1917 по 1923 рік — до Ставищенської волості того ж повіту, з 12.04.1923 по 28.10.1924 року — до Ставищенського району Малинської округи, у 1924 році Комарівка відійшла до Радомишльського району Житомирської округи Волинської округи, з 9 лютого 1932 року входила до складу Радомишльського району Київської області. 17 лютого 1935 року Комарівка відійшла до Макарівського району Київської області і залишається у її складі досі.
1936 — Колгосп було перетворено на промислову артіль, яка стала філіалом рожевської артілі імені Сталіна. Її члени займалися розробкою лісу, виготовленням обіддя для коліс, бочок, тари тощо. У промартілі було 45 гектарів орної землі, понад 200 гектарів сінокосів, понад 20 пар коней, 50 корів, 60 телят, 100 овець, 30 свиней.
Комарівка вже тоді пишалася трудовими досягненнями. Леон Семенович та Федір Леонович Кучеряві за зміну ручними пилами заготовили 101 м³ ділової деревини. А робітники Дмитро Григорович та Євдокія Григорівна Кучеряві за сумлінну роботу по заготовці смоли на підсочці одержали премії — перші в селі велосипед та патифон.
1937 — «Ворогом народу» визнали Опанаса Забишного.
1938—1939 — Побудований новий сільський клуб, який став гордістю всього району. Напередодні 1941 року в селі з'явилося радіо.
Початок липня 1941 року — В Комарівці з'явилися німецько-нацистські війська. Кілька мешканців села зустрічали їх з хлібом-сіллю та квітами. В перші дні окупації німці втопили в криниці голову сільської ради Андрія Івановича Гарлінського та, невідомо з яких причин, затримали і розстріляли лісничого Василя Онисимовича Орла, бухгалтера промартілі Ореста Саковича Отрошенка, Федора Литвина, Дмитра Омеляновича Сича, Олексу Журавського.
В лісах навколо Комарівки діяли з початку війни два партизанські загони. Перший з'явився, коли в селі почали другий набір молоді в Німеччину. Партизани звільнили всю молодь, роздягли в лісі поліцаїв та побили їх шомполами. Цей загін, яким керувала Поліна Шульга, незабаром видала німцям жінка із Забуяння.
Другий загін, під керівництвом Миколи Колоса та Івана Хитриченка, чисельністю до 200 осіб, активно діяв аж до визволення України. Зв'язок з партизанами підтримували багато мешканців села. Нацисти безперервно проводили каральні операції. Щоб запобігти переховуванню партизан в домівках місцевих жителів, вже в перші дні війни окупанти на кожному дворі повісили таблиці — хто тут живе і скільки.
В перші дні окупації була відновлена робота школи. Дітей продовжувала навчати Поліна Григорівна Шульга. Школа діяла лише протягом місяця.
Літо 1942 — Через Комарівку двічі проходили партизанські з'єднання С. А. Ковпака та генерала М. І. Наумова. Після останнього проходу через 2-3 години до Комарівки прибула дивізія СС, танки, бронетранспортери та інша техніка. В хаті Г. С. Борука вони розмістили свій штаб, вигнавши мешканців у хлів. Вранці наступного дня до штабу привезли багато поранених німців. Поранені плювали офіцерам в очі і лаялись. Справа в тому, що, переслідуючи Ковпака, німецькі війська рушили від Комарівки до Макарова, а з Макарова на перехоплення вирушив ще один німецький загін. Ковпак же, в урочищі Лижньовка повернув на 90° в бік Кодри. Два німецькі загони, зустрівшись, думали одне про одного, як про партизанів і билися до ранку…
1942 — В Комарівці було розміщено загін власовців кількістю 300 чоловік. На даху школи вони побудували спостережну вишку. Вони мали завдання знищувати всіх підозрілих осіб, які з'являлися в селі, але скоро самі майже всі були винищені загоном генерала Наумова. Розповідають, що Наумов у Комарівці взяв коня Орлика і на ньому дійшов аж до Берліна…
Травень 1943 — Група партизан під керівництвом Івана Федотовича Борука підірвала мости в Макарові та Гавронщині. Іван Федотович у партизанах з 18 років, був нагороджений орденом «За отвагу».
9 листопада 1943 — Комарівку було звільнено. Фронт зупинився на лінії Раковичі — Лисиця — Строївка — Небелиця. Мешканців села виселили в Кодру, Забуяння, Королівку. Під час визволення в селі було спалено одну хату. У Комарівці було розміщено санчастини. Від ран загинуло 134 радянські воїни, які спочатку були поховані в різних, а потім в братській могилі. В боях проти ворога боролись 119 жителів Комарівки, 87 з них загинули. Із 74 мешканців села, вивезених на примусові роботи, до Комарівки повернулися 50. 76 жителів села за участь у Великій Вітчизняній війні нагороджені орденами й медалями.
1944 — Відновила роботу школа, промартіль.
1946 — Лісом проходили бійці УПА, просили у селян їсти, агітували йти з ними визволяти Україну.
1946 — Відкрито фельдшерський пункт.
1946—1947 — В урочищах Горіла стража, Сивониха, Криничка розбирали старі бліндажі та вели розробку лісу полонені німці та воїни УПА.
1947 — Як і у 1933 році, під час голоду люди, що приходили до Комарівки з півдня, помирали прямо на вулицях. Мешканці села врятували багатьох у своїх домівках…
1947 — На дуб в урочищі Смолокурний завод напав шкідник — Американський метелик. Після обробки лісу запобіжними засобами, була знищена його фауна.
1951 — До Комарівки КДБ пригнало невеликий загін воїнів УПА, який в районі Кримок — Вишевичі розділився на дві групи по сім чоловік. Перша пішла до залізничної станції Тетерів, друга — в бік Гутищ, де на неї чекала засада. Шістьох повстанців поховали у Кодрі-Торф.
1954 — В селі встановлено пам'ятник загиблим воїнам.
1960 — Відкриття на базі промартілі «Червона Зірка» Комарівської меблевої фабрики, яка почала виготовляти прості кухонні меблі, а з 1965 року — письмові столи. Її очолив Іван Федотович Борук.
З 1960 року збудовано три класні приміщення школи. В цей час її директором був Тит Лаврінович Підлужний — ветеран війни, відмінник народної освіти, який віддав вихованню підростаючого покоління 36 років життя.
1965 — Відкрито монумент пам'яті з іменами односельчан, які загинули в роки війни.
1967 — На меблевій фабриці встановлено пилораму, побудовано складальний і переробний цехи, повністю реконструйовано котельню.
В «Історії міст і сіл Української РСР» про Комарівку початку 1970-х було подано таку інформацію:

| Комарівка - село, центр сільської Ради, розташоване за 23 км від районного центру. До найближчої залізничної станції Буян - 8 км. Населення - 749 чоловік. У селі - меблева фабрика, яка виготовляє письмові столи. Тут є лісництво Тетерівського лісгоспу, у розпорядженні якого 6 тис. га лісу. У Комарівці є восьмирічна школа, клуб, бібліотека[2]. |
1971 — Художній керівник Будинку Культури В. П. Замчій, після кількарічної бездіяльності попередників, створила гуртки художньої самодіяльності. Пізніше, було створено вокальний ансамбль Комарівського БК, під керівництвом Ніни Бернацької.
1971—1975 — Збудовано новий магазин, будуються будинки для робітників меблевої фабрики, бруківкові дороги.
1.09. 1973 — Прийняло учнів нове двоповерхове приміщення восьмирічної школи, з центральним опаленням. Школа одержала різноманітні технічні засоби навчання. Вперше організовано гаряче харчування дітей, встановлено кабінетну систему навчання, створено групи продовженого дня.
1972—1975 — За сприяння Другого Секретаря ЦК КПУ, уродженця Комарівки, Івана Кіндратовича Лутака, збудовано нові корпуси фабрики.
1977 — Колектив Комарівської меблевої фабрики за підсумками другого кварталу року вперше став переможцем соцзмагання серед споріднених підприємств галузі із врученням перехідного Червоного Прапора.
1978 — На карті села з'явилася вулиця Фабрична.
1980 — В Будинку Культури відкрито кімнату-музей історії села, бойової та трудової слави, яка діяла до середини 90-х років.
1987 — Відкрито десятирічну школу, яка дає повну середню освіту дітям із сіл: Комарівка, Борівка, Таборище, Спорне, Білка.
Кінець 80-х років XX століття — Комарівська меблева фабрика досягла найбільшого свого розвитку та найвищих виробничих показників.
Середина 90-х років XX століття — Відкрито молитовний будинок християн-баптистів. Різке скорочення виробництва на меблевій фабриці.
1997 — Через банкрутство меблева фабрика повністю зупинила свою діяльність.
1997 — З ініціативи директора школи А. Г. Сичевського на базі Комарівської школи був створений господарчий підрозділ. Почали з виробництва овочевих ящиків, самостійно шукали шляхи реалізації. Незабаром з'явився перший прибуток. У 1998 році ремонт школи робили вже за свій кошт. Сьогодні на господарчому дворі працює пилорама, деревообробні верстати, школа надає населенню різні послуги. Планується власними силами добудувати спортзал.
2000 — Гордістю школи є комп'ютерний клас, який передали спонсори і шефи — Київський ліцей «Лідер», під патронатом уродженця села Анатолія Андрійовича Коваленка.
5.03. 2000 — На загальних зборах віруючих Головою парафіяльної ради обрано С. Г. Борука, заступником — П. С. Горлінського.
17.11. 2000 — Було закуплено будинок сім'ї Кучерявих, де розмістили церкву. Її засновниками є Отець Леонтій та С. Г. Борук, спонсором виступив Валентин Миколайович Гризун.
Грудень 2000 — У церкві в ім'я Казанської Богородиці УПЦ-КП було розпочато богослужіння.

### XXI століття
2001 — В школі активно працюють гурток «Писанка», яким керує Т. В. Лутак, та ляльковий театр, керівник — О. І. Бернацька.
З 1 січня 2010 р. Комарівське лісництво перейшло до Макарівського держлісгоспу. З липня 2010 р. лісничим працює Максим Анатолійович Сичевський.
З 2006 р. Комарівську сільську раду очолював Олег Костянтинович Зузанський. Під час його головування повністю проведено газифікацію села.
З 1 липня 2010 р. сільським головою працює Людмила Миколаївна Сич, яка до того часу працювала 11 років секретарем сільської ради.

## Знані вихідці з села
- Федір Георгійович Заболотин — хорунжий Армії УНР[3].
- Марія Іванівна Орел — вчителька, нагороджена орденом Червоного Прапора.
- Іван Федорович Крук — старший сержант, нагороджений двома орденами Слави, учасник оборони міста Ленінграду.
- Іван Кіндратович Лутак — Другий Секретар ЦК КПУ (60-ті — 70-ті роки).
- Микола Васильович Орел — полковник, заступник командира військової частини Макарів-1.
- Стефан Григорович Борук — народний художник, майстер обробки дерева, засновник Комарівської церкви.
- Анатолій Андрійович Коваленко — Голова Печерської райдержадміністрації міста Києва.
- Марія Гнатівна Борук, Катерина Дем'янівна Коноваленко, Фелікса Антонівна Бернацька — матері-героїні. Кожна народила і виховала по 11 дітей.
- Віктор Михайлович Гудзь — голова Макарівської районної ради.

## Вулиці села (кутки)
- Гута — Від Гути Комарівської
- Рудня — Від Рудні Комарівської
- Зелений Хутір — Відгалуження від Рудні всередину лісу. Виник на початку XX століття. На ньому був гуртожиток лісництва.
- Лутаки — Куток роду Лутаків
- Круки — Куток родини Круків
- Макарівська (Макари)- Першим оселився Макар Забишний.
- Борівська — Шлях до Борівки
- Ґулівська (Ґулі)- Куток родини Коваленків
- Фабрична — Виникла наприкінці 70-х років XX століття, на ній оселялися робітники меблевої фабрики
- Шпаки — Куток М. Н. Борука
- Вергани — Куток Забишних
- Забишні — Куток Забишних
- Боруки — Куток Г. П. Борука

## Село в поезії
І скотились зірками земляни
Автор Варвара Полісянка
Комарівка, одвік Комарівка,

Ти, легендо, своя — лісова!

Тут сплелася од віку до віку -

Легендарна та биль і жива!

Мов дівчата ошатні, буйнисті

Молоді деревця піднялись,

Наче б то не гуляло вогнище,

Не лягло попелище колись.

А навкруг, як в покосі, іглиця -

Тепло вкрила малят-маслюків.

Дуб тихенько шепоче: «Вклонися

Цій землі партизан-земляків».

Не куриться зелена дорога,

Наче стрічка весела, в'юнка,

В сорок другім, як мати-небога

Зустрічала синів Ковпака.

Ліс прийняв у обійми багряні,

Запалив їхній шлях небуття.

І скотились зірками земляни,

Щоб світити дорогу життя!
«Ленінська зоря», № 140, 1971 рік.